# Max-Imdahl-Stipendium
Das Max-Imdahl-Stipendium für Kunstvermittlung der Nordrhein-Westfalen-Stiftung für Naturschutz, Heimat- und Kulturpflege wurde 1993 erstmals im deutschsprachigen Raum ausgeschrieben. Nach drei Vergaben wurde es übergeleitet in das „Schöppinger Forum der Kunstvermittlung“, das seitdem Tagungen und Projekte veranstaltet und das „Archiv für Kunstvermittlung Max Imdahl“ betreut. Die Gründer waren Eberhard Weise, Ulrich von Gizycki, Dieter C. Schütz und Hermann Freiherr von Wolff-Metternich.

## Zielsetzung
Mit diesem zweijährigen Stipendium sollen innovative Methoden und Formen der Kunstvermittlung gefördert werden, die im Sinne des Stifters Max Imdahl breiten Bevölkerungsschichten den Zugang zur Kunst („Kultur für alle“) ermöglichen.
Ein solches Stipendium bot zudem die Möglichkeit, die Praxis der Kunstvermittlung wissenschaftlich zu reflektieren und durch eine Publikation zugänglich zu machen.

## Preisträger
- „Sehen sie selbst“ von Annette Philp 1999-2000
- „Wer nicht sehen will, muss hören“ von Joachim Rönneper 1997–98
- „Die imaginäre Stadt“ von Karen und Jörg van den Berg 1994–96